# زاغ رمادي العنق
الزاغ الدوري الهندي يسمى أيضاً الغراب الدوري (أو زاغ سيلاني أو زاغ رمادي العنق) (الاسم العلمي: Corvus splendens) (بالإنجليزية: House Crow)‏، هو طائر ينتمي إلى الغرابيات (فصيلة: Corvidae).